# Pachyurus kalonota
Pachyurus kalonota är en mångfotingart som beskrevs av Carl Graf Attems 1899. Pachyurus kalonota ingår i släktet Pachyurus och familjen Platyrhacidae. Inga underarter finns listade i Catalogue of Life.